# روبرت (فيرمونت)
روبرت (بالإنجليزية: Rupert, Vermont)‏ هي بلدة تقع بولاية فيرمونت في الولايات المتحدة. تبلغ مساحتها 115.5 (كم²)، وترتفع عن سطح البحر 316 م، بلغ عدد سكانها 704 نسمة في عام 2000 حسب إحصاء مكتب تعداد الولايات المتحدة وتصل الكثافة السكانية فيها 6.1 نسمة/كم2.

## أعلام
- ويليام إتش ماير
- موسى شيرمان
- شيلدون روبرتس

## وصلات خارجية
- The US50 - Cities and Towns in Vermont State
- Vermont Cities and Towns, Facts, Map, Flag, Colleges, Government, and More